# Суїзіо

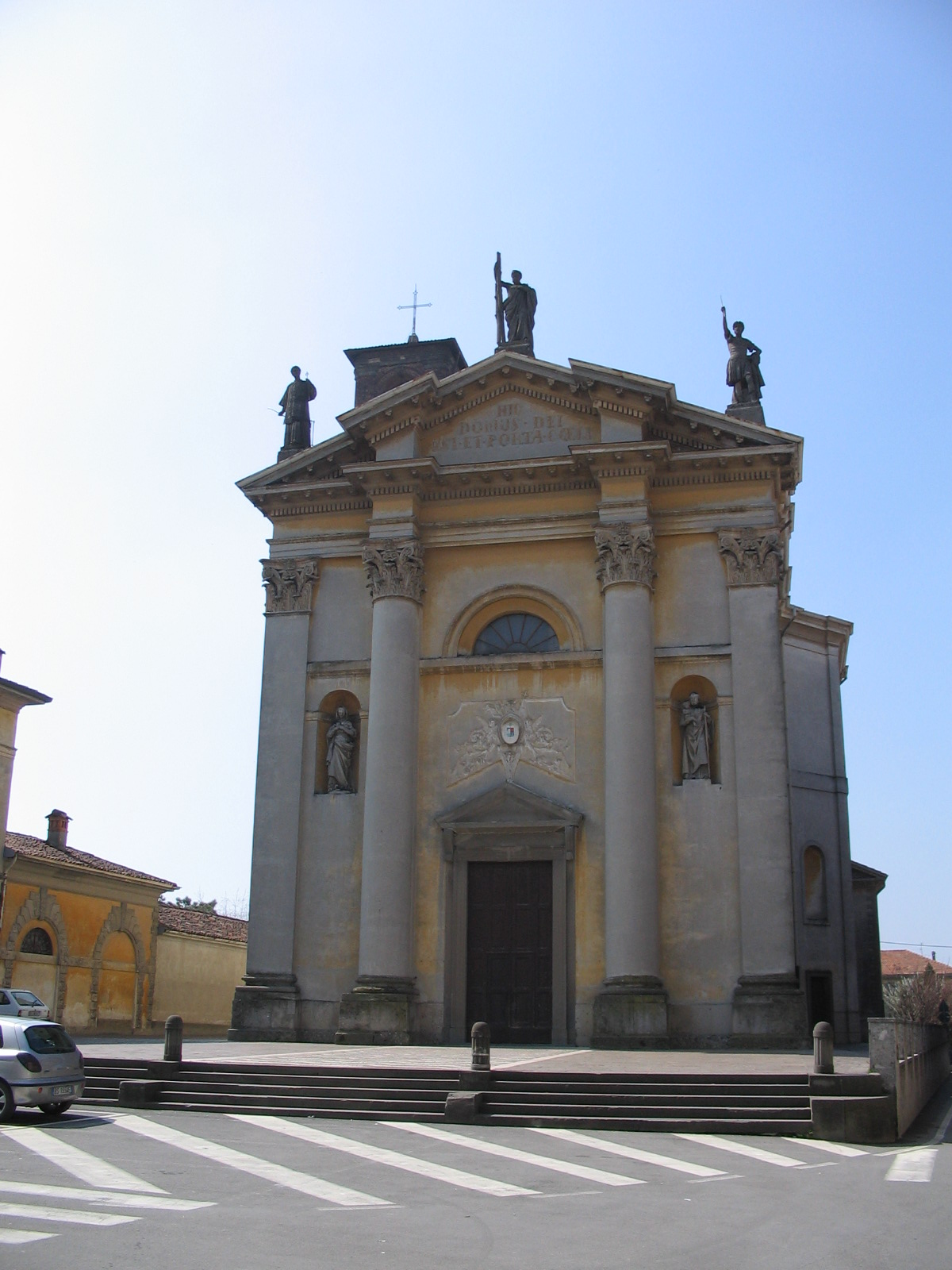

Суїзіо (італ. Suisio) — муніципалітет в Італії, у регіоні Ломбардія, провінція Бергамо.
Суїзіо розташоване на відстані близько 490 км на північний захід від Рима, 32 км на північний схід від Мілана, 15 км на захід від Бергамо.
Населення — 3843 особи (2014).
Щорічний фестиваль відбувається 30 листопада. Покровитель — Андрій Первозваний.

## Демографія
Населення за роками:

Станом на 1 січня 2023 року в муніципалітеті офіційно проживало 399 іноземців з 41 країни, серед них 99 громадян країн Євросоюзу та 14 громадян України.

## Сусідні муніципалітети
- Боттануко
- Кіньоло-д'Ізола
- Корнате-д'Адда
- Медолаго